# Матч без зрителей
Матч без зрителей в футболе — футбольный матч, на котором по соображениям безопасности или в качестве наказания для команды отсутствуют футбольные болельщики. Подобные меры предпринимаются в отношении футбольных клубов и/или сборных, чьи игроки, тренеры или фанаты ведут себя крайне неадекватно, вызывая массовые беспорядки на стадионах.
Также матчи без зрителей могут проводиться из-за других соображений безопасности, связанных с действием режима военного положения или нестабильной эпидемической обстановкой.
В странах, в которых объявлено военное положение, матчи как правило проходят при пустых трибунах, что объясняется требованием органов власти не мешать проведению мобилизации, а также ограничивать массовое скопление людей.
В 2020 году в связи с пандемией коронавируса были отменён ряд спортивных соревнований. При выходе из режима ограничений одной из мер по противодействию распространения инфекции является проведение матчей с ограничением числа зрителей или полным их отсутствием (см. Влияние пандемии COVID-19 на спорт).

## Известные случаи проведения матчей без зрителей

### Аргентина
В 2010-е годы практика проведения матчей без зрителей стала активно применяться в чемпионате Аргентины. Местные футбольные власти также применяли и такую форму ограничения, как недопуск на трибуны зрителей гостевой команды. Особенно часто в середине десятилетия подобные санкции касались игр класико — между традиционными соперниками в разных городах (например, в Суперкласико, в противостоянии «Авельянеды» между «Индепендьенте» и «Расингом», класико города Росарио и т. д.). В 2016 году без зрителей прошёл матч между двумя аргентинскими командами («Бокой Хуниорс» и «Расингом») в рамках группового этапа Кубка Либертадорес.

### Австрия
В Австрии чаще всего от буйства фанатов наказывается матчами без зрителей венский «Рапид»: 22 мая 2011 беспорядки в матче Австрийской Бундеслиги против «Аустрии» привели к тому, что клуб заработал два матча без зрителей, хотя позднее наказание сократили до одного матча на нейтральном поле. В еврокубках фанаты «зелёных» ведут себя ничуть не лучше: 23 августа 2012 в поединке против ПАОК из Греции фанаты «Рапида» стали швыряться на поле посторонними предметами, за что клуб был наказан одной игрой при пустых трибунах и условной дисквалификацией из еврокубков с испытательным сроком в три года. «Рапид» подал апелляцию, однако её отклонили, и в групповом матче Лиги Европы против норвежского «Русенборга» австрийцы играли на пустом стадионе «Эрнст-Хаппель-Штадион».

### Армения
Сезон 2020/21 Армянской Премьер-Лиги с началом эскалации конфликта в Нагорном Карабахе был прерван решением Федерации футбола Армении 27 сентября 2020 года. После приостановки турнира рассматривался вопрос о полной отмене сезона, в последующем было принято решение возобновить чемпионат страны с 17 октября, но без присутствия зрителей на трибунах. На сей раз, данные меры были применены невзирая на действующие карантинные ограничения по коронавирусу, а с оглядкой на объявленное военное положение и общую мобилизацию.

### Англия
В октябре 1980 года команда «Вест Хэм Юнайтед» была наказана проведением одного матча без зрителей против «Кастильи» в рамках Кубка обладателей кубков 1980/1981 по причине беспорядков на матче в Испании. Игру без зрителей команда проводила на стадионе «Аптон Парк».

### Венгрия
Наказанию в виде матча без зрителей подвергаются и национальные сборные. Так, по причине неадекватных болельщиков пострадала и сборная Венгрии: матч 22 марта 2013 против сборной Румынии в рамках отборочного цикла чемпионата мира 2014 года было решено провести при пустых трибунах, поскольку в предыдущей товарищеской встрече в августе 2012 года против Израиля венгерские болельщики стали скандировать антисемитские лозунги.

### Германия
В Бундеслиге Германии не зафиксировано случаев проведения матчей при пустых трибунах, но зато подобные инциденты происходят на более низших уровнях немецкого футбола. Первый официально задокументированный матч без зрителей в Германии состоялся 26 января 2004. При пустых трибунах матч Второй Бундеслиги проводили «Алемания» (Ахен) и «Нюрнберг»: причиной такого решения Немецкого футбольного союза стал инцидент в предыдущем матче «Нюрнберга», когда тренер клуба Вольфганг Вольф был атакован с трибуны болельщиком, который швырнул ему в голову дымовую шашку. В сезоне 2011/2012 сразу два матча без зрителей проводило дрезденское «Динамо»: 18 декабря 2011 при пустых трибунах шёл матч против «Ганзы», которым команда была наказана за драку в матче против «Санкт-Паули»; 11 марта 2012 аналогично пришлось играть против «Ингольштадт 04» в отсутствии зрителей, поскольку 25 октября 2011 в матче Кубка Германии 2011/2012 против дортмундской «Боруссии» фанаты устроили массовую драку
В Третьей лиге Германии впервые матч без зрителей состоялся 30 августа 2008 между «Рот-Вайссом» из Эрфурта и дублем «Вердера»: в предыдущем матче против команды «Карл Цейсс Йена» фанаты эрфуртского клуба распевали антисемитские песни. Летом 2012 года за беспорядки в матче против «Яна» из Регенсбурга одной игрой при пустых трибунах был наказан «Карлсруэ», проведя подобный матч против «Оснабрюка».
Подобные случаи нередки и для Регионаллиги: в сентябре 2009 года матчами без зрителей были наказаны сразу два клуба: «Мюнхен 1860» II и «Кайзерслаутерн» II.

### Греция
ПАОК, в матче с которым буйствовали фанаты венского «Рапида» в 2012 году, также не остался безнаказанным. В наказание он вынужден был провести три игры без зрителей, первую игру без зрителей он провёл против Шальке 04 27 августа 2013 в квалификации к Лиге чемпионов. И до этого ПАОК был известен как клуб с одними из самых неадекватных фанатов в Греции: в январе 2011 года фанаты «Олимпиакоса» устроили пожар на стадионе, пытаясь пробраться без билетов, за что ПАОК был наказан штрафом в 90 тысяч евро и матчем без зрителей.

### Италия
В рамках Лиги чемпионов УЕФА 2004/2005 скандально прославилась «Рома»: в поединке против киевского «Динамо» 15 сентября 2004: в конце первого тайма с поля был удалён Филипп Мексес, что вызвало шквал возмущения болельщиков итальянцев, которые стали швыряться подручными предметами, начиная от бутылок и монет и заканчивая петардами и мобильными телефонами. Один из таких предметов угодил в голову Андерсу Фриску, судье матча, которого госпитализировали с серьёзным кровотечением. Спустя 40 минут Фриск прекратил матч. «Рому» наказали техническим поражением и двумя матчами без зрителей.
Грандиознейший скандал в итальянском футболе прогремел в 2007 году: 2 февраля 2007 в матче между «Катанией» и «Палермо» болельщики «Катании» устроили массовую драку на трибунах: в ходе беспорядков погиб 38-летний сотрудник полиции, ещё 100 человек были ранены Если в сентябре 2006 года «Катания» провела всего два матча без зрителей, то 14 февраля 2007 КДК Федерации футбола Италии наказал клуб штрафом в размере 50 тысяч евро и дисквалифицировал стадион до конца сезона (до 30 июня).
В 2009 году за оскорбления на расистской почве досталось и «Ювентусу»: в дерби против «Интера» оскорблениям подвергался автор гола «нерадзурри» Марио Балотелли. За это «Ювентус» в качестве наказания, был вынужден провести один матч без зрителей.

### Мексика
Этап Клаузура чемпионата Мексики по футболу в 2009 году проводился без зрителей, но вовсе не по причине поведения болельщиков: эпидемия свиного гриппа вынудила немедленно предпринять меры безопасности.

### Нидерланды
В четвёртом раунде Кубка Нидерландов по футболу 2011/2012 на стадионе Амстердам Арена встречались 19 января 2012 команды «Аякс» и «АЗ Алкмаар». На 36-й минуте при счёте 1:0 в пользу «Аякса» на поле выбежал фанат и напал на вратаря АЗ Эстебана Альварадо, однако тот в ответ сбил фаната с ног и стал избивать его ногами. Вратаря тут же удалил судья за драку, но в знак протеста с поля ушла вся команда «АЗ Алкмаар». Королевская футбольная ассоциация Нидерландов приняла решение провести переигровку матча, но при пустых трибунах. Также «Аякс» был оштрафован на 10 тысяч евро, а нерадивого фаната отстранили на три года от посещения стадионов. Сам же клуб потом заявил, что пожизненно отстранил фаната от посещения матчей футбольного клуба и запретил ему на 30 лет посещать стадионы. Свою выгоду из ситуации попыталось извлечь ЛГБТ-движение в Нидерландах: один из его лидеров, Кристиан Шиммель, попросил допустить хотя бы представителей этого движения на переигровку, но получил отказ, поскольку изначальное решение не могло пересматриваться в пользу отдельных социальных групп болельщиков. Тем не менее, в порядке исключения на матч разрешили прийти детям в сопровождении вожатых.

### Россия
В России было довольно много прецедентов, которые приводили к проведению игр при пустых трибунах. В разное время подобному наказанию подвергались хотя бы раз «Ротор» (первый раз в 1996), «Зенит» (первый раз в 1998), «Спартак», ЦСКА и «Торпедо»: последние два клуба были наказаны матчами без зрителей в 1999 году за драки с фанатами «Сатурна» из Раменского, разгромив его же стадион. Чаще всего болельщики «Зенита» были инициаторами подобных скандалов.
С 2001 по 2009 годы подобных инцидентов не происходило на поле, однако позднее это наказание стали применять всё чаще и чаще. Так, в 2009 году «Зенит» был наказан игрой без зрителей за оскорбительный баннер в адрес Льва Яшина и московского «Динамо». В сезоне 2012/2013 «прославились» болельщики «Зенита», бросившие петарду во вратаря динамовцев Антона Шунина. За подобную выходку питерская команда была наказана техническим поражением и двумя играми без зрителей, однако и динамовцы не остались безнаказанными: за халатность при подготовке к матчу их наказали одной игрой без зрителей. Также в 2012 году дважды проведением матчей без зрителей было наказано московское «Торпедо»: в первый раз — за расистские выкрики определённых лиц, присутствовавших на стадионе, второй раз — за устроенные беспорядки на матче Кубка России с московским «Динамо».
В сезоне 2013/2014 «мода» на матчи без зрителей не прошла. Так, на матче Кубка России против «Шинника» болельщики «Спартака» спровоцировали беспорядки на трибунах в Ярославле, когда на 53-й минуте на поле выбежал фанат. В итоге московская команда получила штраф и два матча без зрителей, понеся убытки с учётом потенциальной выручки от продажи билетов почти на 90 миллионов рублей. Отягчающим обстоятельством стал факт проноса на трибуны флага нацистской Германии одним из спартаковских фанатов. Ещё одним крупным скандалом стало происшествие с участием «Зенита», когда 11 мая 2014 в матче против московского «Динамо» в чемпионате России (динамовцы выигрывали 4:2) на поле выбежали недовольные петербургские болельщики: один из них даже ударил по голове игрока «Динамо» Владимира Граната. Игрока отправили в госпиталь с сотрясением мозга и подозрением на перелом челюсти. В наказание за это «Зенит» был оштрафован на 2 млн рублей и обязался провести две игры без зрителей и ещё три матча с несколькими закрытыми секторами.
В 2015 году команда ПФЛ ФК «Орёл», выступающая во 2 дивизионе зоны «Центр» была наказана матчем без зрителей за беспорядки на трибунах. Во время матча 15 тура ФК «Орёл» — «Авангард» (Курск) фанаты хозяев пользовались пиротехникой и отрывали сидения трибун, чем вызвали недовольство полиции и ОМОН. Последние в свою очередь зашли на фанатский сектор и пустили в ход дубинки, мотивируя действия фанатов «угрозой для здоровья людей». Инцидент вызвал бурную реакцию в федеральных СМИ. 8 ноября матч 17 тура ФК «Орёл» — «Витязь» Подольск согласно решению КДК РФС был проведен без зрителей.
В сезоне 2017/2018 Лиги Европы УЕФА дважды подвергался наказанию петербургский «Зенит». Так, в ноябре 2017 года, во время ответного матча с македонским «Вардаром», на главной трибуне болельщиков был вывешен баннер политического содержания. В результате УЕФА оштрафовал клуб на 10 тысяч евро, а также потребовал частично закрыть центральный сектор на следующем домашнем матче с шотландским «Селтиком». В марте 2018 года УЕФА оштрафовала клуб на 70 тысяч евро и обязал клуб провести следующую еврокубковую встречу на нейтральном поле и без зрителей (стадион «Санкт-Петербург» был дисквалифицирован). Поводом для принятия таких санкций стало исполнение болельщиками команды хозяев песни во время встречи с «РБ Лейпциг» в момент падения темнокожего полузащитника Наби Кейта, которую УЕФА квалифицировал как проявление расизма. 16 августа ответный матч 3-го квалификационного раунда Лиги Европы УЕФА 2018/2019 между клубами «Зенит» и «Динамо-Минск» прошел на стадионе «Петровский» и закончился победой хозяев со счетом 8:1. Несмотря на пустые трибуны, петербургский клуб сумел установить сразу три рекорда в истории своих выступлениях на еврокубках — «Зенит» стал первым клубом из России, который смог в ответной встрече отыграться после 4 пропущенных мячей и смог превзойти достижение испанской «Барселоны» (прежде забившей 6 голов). Кроме того, «Зенит» по настоящее время является единственным российским клубом, сумевшим забить сразу 8 мячей за одну встречу на еврокубках.

### Румыния
В сезоне 2009/2010 Лиги Европы УЕФА две домашние игры без зрителей вынуждено было провести бухарестское «Динамо», когда 25 августа 2009 в матче против «Слована» на 88-й минуте на поле выбежали болельщики румынского клуба.

### Турция
Турецкие футбольные фанаты считаются одними из самых агрессивных в мире, однако инициаторами беспорядков становятся не только они. В 2005 году во время стыковых матчей за выход на чемпионат мира по футболу между командами Турции и Швейцарии разгорелась самая настоящая драка на турецком стадионе. Сборная Турции выиграла домашнюю встречу 4:2, однако правило гостевого гола позволило Швейцарии, выигравшей у себя дома 2:0, выйти в финальную часть чемпионата мира. Возмущённые турецкие игроки и фанаты в самом конце матча напали на швейцарских футболистов и затеяли массовую драку. К ней подключились и тренеры обеих команд. В итоге ФИФА наказала Турцию самым жёстким образом, запретив ей играть у себя дома в течение 6 матчей и заставив её провести все эти игры без фанатов.
В сезоне 2011/2012 года Турецкая футбольная федерация, которая стала уже жертвой скандалов по поводу как коррупции, так и неадекватных фанатов, ввела новые правила: за беспорядки на трибунах к просмотру матча не допускались мужчины старше 12 лет, и это правило действовало на домашние и гостевые встречи. На матчи пускали только женщин и детей до 12 лет. Первая игра по таким правилам состоялась 20 сентября 2011 между «Фенербахче» и «Манисаспором»: на стадионе присутствовали болельщики численностью 41 тысяча человек (в основном женщины и маленькие дети, а также несколько мужчин, прошедших незамеченными). Эксперимент прошёл удачно, и федерация стала готовить план по продвижению подобных мер по всей стране. Клубам было предложено выдать абонементы или бесплатные билеты специально для женщин и детей на все матчи. Чуть позже возрастная планка допуска детей была поднята до 15 лет.
Впрочем, скандалы с неадекватными футбольными болельщиками продолжаются и поныне. Чаще других из-за беспорядков на трибунах к проведению матчей без зрителей принуждаются команды «Фенербахче», «Бешикташ» и «Трабзонспор».

### Украина
Украинские ультрас в 2013 году стали виновниками дисквалификации целого стадиона сборной вплоть до 2018 года. На матче против Сан-Марино во Львове на стадионе «Арена Львов», проходившем в рамках отборочного турнира чемпионата мира 2014 года, фанаты стали взрывать петарды, зажигать самодельные факелы и скандировать лозунги и речи крайне националистического и агрессивного содержания. Апелляция Федерации футбола Украины ни к чему не привела.

### Франция
Законодательство Федерации футбола Франции предусматривает возможность наказать клубы матчами без зрителей за малейшее нарушение: штраф взыскивается за любое пиротехническое изделие (петарда, файер, дымовая шашка), оказавшееся на поле, и по суммарному штрафу клубу могут приказать провести как минимум одну игру без зрителей. За беспорядки на трибунах также применяется взыскание в виде матча без зрителей. Тем не менее, эти меры не останавливают фанатов, и ежегодно очень много игр проводится при пустых трибунах. Так, 23 августа 2013 клуб «Монако» провёл игру против «Тулузы» без зрителей за то, что в предыдущей встрече Лиги 2 фанаты, праздновавшие выход клуба в Лигу 1, выскочили на поле и, не сдерживая эмоций, побили арбитра. Предварительно с «Монако» хотели снять два очка, однако Апелляционный комитет ФФФ ограничился только матчем без зрителей.

### Черногория
Национальная сборная Черногории подверглась наказанию от УЕФА за срыв матча с Россией 27 марта 2015. Тогда в голову российского вратаря Игоря Акинфеева попал фаер на первых секундах матча, а на 66-й минуте на поле полетели посторонние предметы. За выходку болельщиков Черногорию наказали техническим поражением со счётом 3:0, а Футбольный союз Черногории был оштрафован на 50 тысяч евро и обязался провести два домашних матча сборной Черногории без зрителей.